# Charles Jules Felix de Comberousse
Charles Jules Felix de Comberousse (* 31. Juli 1826 in Paris; † 20. August 1897 ebenda) war ein französischer Mathematiker.
Ab 1886 war er Professor der Mathematik am College Chaptal in Paris. Ab 1890 war er Professor für Kinematik und angewandte Mechanik an der École Centrale Paris sowie Professor des Genie rural am Conservatoire National des Arts et Métiers in Paris.

## Schriften
- Histoire de l'École centrale des arts et manufactures. : depuis sa fondation jusqu'à ce jour. Gauthier-Villars, Paris 1878.
- Eugène Rouché, Charles Jules Felix de Comberousse: Traite de geometrie Gauthier-Villars, Paris 1879.
- Cours de mathématiques. Gauthier-Villars, Paris 1882–1884.